# Yuki Kawabe
Yuki Kawabe (川邊 裕紀 Kawabe Yuki?), född 2 april 1987 i Tokyo prefektur, är en japansk fotbollsspelare.
Kawabe började sin karriär 2010 i FC Machida Zelvia. Efter FC Machida Zelvia spelade han för AC Nagano Parceiro, FC Ryukyu och Saurcos Fukui. Han avslutade karriären 2018.